# América invertida

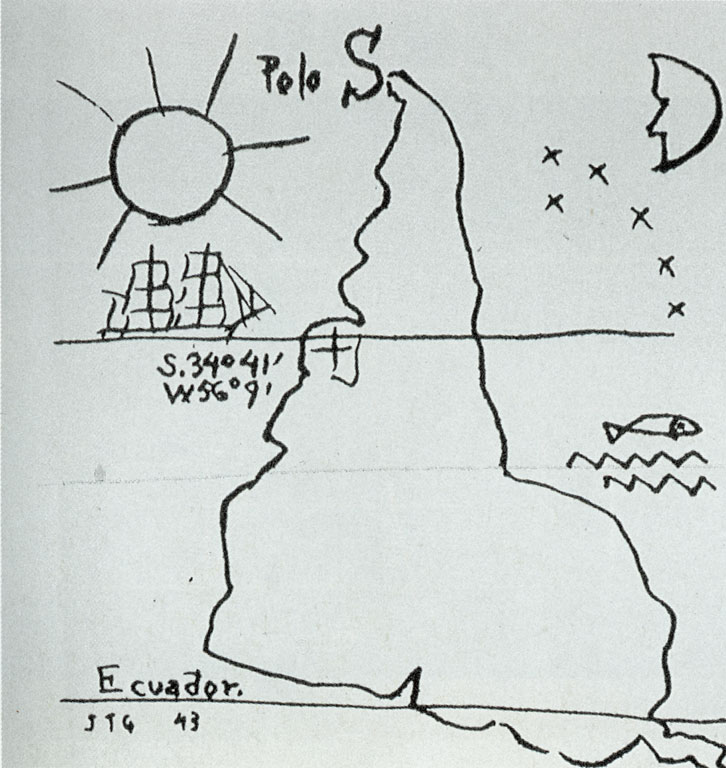
América invertida

América Invertida es un dibujo a pluma y tinta de 1943 del artista uruguayo Joaquín Torres García. La imagen presenta una representación de América del Sur que se ha cambiado de su representación estándar y, en cambio, está orientada con el sur en la parte superior.
La creación de la imagen de Torres García estuvo relacionada con sus esfuerzos por formar una teoría del "universalismo constructivo", es decir, arte contemporáneo que fue influenciado por las tradiciones de los indígenas americanos.
Con esta representación de América del Sur, Torres García propone la creación de un movimiento artístico latinoamericano autónomo. Esto está muy relacionado con su manifiesto "La Escuela del Sur" en el que afirma "A esto lo he llamado 'La Escuela del Sur' porque en realidad, nuestro norte es el sur. No debe haber norte para nosotros, excepto en oposición a nuestro sur. Por lo tanto, ahora le damos la vuelta al mapa, y entonces tenemos una idea verdadera de nuestra posición, y no como el resto del mundo desea. El punto de América, de ahora en adelante, para siempre, insistentemente apunta al Sur, nuestro norte".
Los críticos han interpretado la imagen como una obra artística sociopolítica destinada a contrarrestar el imperialismo cultural estadounidense y otras normas cartográficas y culturales arraigadas en la colonización europea de las Américas.